# Reno di Lei
Il Reno di Lei è un fiume che nasce in Italia ed è uno dei rami sorgentizi del Reno, uno dei maggiori fiumi d'Europa. È l'unico fiume italiano appartenente al bacino idrografico del Mare del Nord.

## Idrografia
Il corso è affluente del Reno di Avers, che a sua volta sfocia nel Reno Posteriore che unendosi al Reno Anteriore dà luogo al Reno propriamente detto.
La Val di Lei, dove scorre l'omonimo fiume, si trova in territorio italiano, costituendo uno dei pochissimi tratti di sovranità italiana posti oltre la linea di displuvio costituita dalle Alpi. Sul corso del fiume è stata eretta una diga per lo sfruttamento idroelettrico (Diga della Valle di Lei): benché il lago artificiale che forma sia quasi interamente italiano, la diga che lo crea si trova in territorio elvetico. Ciò è conseguenza di particolari accordi stipulati nel 1955 fra Italia e Svizzera. All'uscita dalla diga, il torrente è nuovamente in territorio italiano, che percorre per i suoi 2,5 km finali prima di confluire nel Reno di Avers nel punto esatto in cui entra in territorio Elvetico.
Non ha affluenti di particolare importanza, limitandosi a raccogliere le acque dei rivoli che scendono dai monti della valle. Il regista Ermanno Olmi ha dedicato un documentario alla costruzione della diga.
Dati del tratto italiano
- Lunghezza tratto 17 km
- Altezza massima 3213 m s.l.m.
- Altezza minima 1492 m s.l.m.

Dati della diga